# The Flintstones (televisieserie)
The Flintstones (Engels voor vuurstenen) is een Amerikaanse animatieserie, die wordt gezien als een van de succesvolste animatieseries aller tijden. De serie is gecreëerd door het duo Hanna-Barbera en draaide zes seizoenen, van 1960 tot 1966, op de Amerikaanse televisiezender ABC. De meeste personages zijn bedacht door Ed Benedict.
De televisieserie was gebaseerd op de sitcom The Honeymooners. De serie is, met The Simpsons, een van de weinige tekenfilmseries die tijdens primetime werden uitgezonden. In Nederland werd de serie onder meer uitgezonden door de NTS, de KRO en RTL 4 en in Vlaanderen door de BRT.

## Verhaal
De serie speelt zich af in de steentijd, in het fictieve plaatsje Bedrock. Hierin leven uitgestorven dieren als mammoeten, dinosauriërs, pterosauriërs, sabeltandtijgers en dodo's samen met holbewoners. Daarbij ging men eraan voorbij dat dinosauriërs en pterosauriërs allang uitgestorven waren toen de mens op aarde verscheen.
Het bijzondere van de serie en een vaste bron van de humor is dat allerlei aspecten die normaal waren in het Amerika van de jaren '60, maar volledig onbekend zijn in de prehistorie (denk aan televisie, auto, platenspeler, bowlingbaan, buitenwijk), in de fictieve wereld van de Flintstones wél voorkomen, zij het in steentijdvorm. Om de zaken een prehistorisch uiterlijk te geven, worden materialen als steen, hout en dierenvellen gebruikt. Een auto wordt bijvoorbeeld aangedreven met de voeten en de krant bestaat uit een stenen tablet waarop letters zijn uitgehakt. Vaak maakt de technologie ook gebruik van dieren: een mammoet is door zijn slurf de waterkraan, de snavel van een vogel is de naald van een platenspeler, een brontosaurus dient als bus of graafmachine en een pterodactylus als vliegtuig.
De steentijdomgeving dient in de serie ook geregeld als bron voor woordgrappen. Zo zijn veel van de namen van personages gebaseerd op gesteentebenamingen.
Centraal in de serie staan de familie Flintstone en hun buren de Rubbles. De Flintstones wonen op 323 Cobblestone Lane in Bedrock. De verhalen bevatten doorgaans typische situaties uit Amerikaanse sitcoms van de jaren 50 en 60 van de 20e eeuw.

## Personages
De hoofdpersoon in de serie is Fred Flintstone. Hij eet veel, schreeuwt vaak, is bot en arrogant, maar heeft een hart van goud. Zijn vrouw is Wilma Flintstone. Zij wonen samen met hun 'hond' Dino en hun 'kat' Baby Puss (die voornamelijk in de leader en de aftiteling te zien is) naast hun beste vrienden, Barney en Betty Rubble. Fred werkt als 'bronto crane operator' (bronto-kraanwerker) in een steengroeve voor Mr. Slate. In een later seizoen kregen de twee koppels kinderen, Pebbles Flintstone en Bamm Bamm Rubble.

## Productie
Oorspronkelijk zou de serie The Flagstones gaan heten. Er werd een korte pilotaflevering gemaakt onder deze titel in de hoop de serie te kunnen verkopen aan een netwerk en sponsors. Een andere werktitel die tijdelijk werd gesuggereerd voor de serie wasThe Gladstones. Toen de serie werd gekocht door ABC, werd de titel veranderd naar Flintstones, misschien om verwarring te voorkomen met de Flagstons; personages uit de strip Hi and Lois. De serie sloeg aan en werd de eerste Amerikaanse animatieserie die meer dan twee seizoenen liep.
Hoewel de meeste afleveringen van de Flintstones opzichzelfstaande verhalen zijn, had de serie wel een aantal verhaallijnen die meerdere afleveringen liepen. De bekendste hiervan is de reeks afleveringen rondom de geboorte van Pebbles. Deze verhaallijn begon met de aflevering The Surprise, die halverwege het derde seizoen werd uitgezonden, en liep tot de aflevering Dress Rehearsal. Een tweede bekende verhaallijn draaide om de adoptie van Bamm-Bamm, door de familie Rubble, omdat de Rubbles zelf geen kinderen konden krijgen. Daarmee was The Flintstones een van de eerste animatieseries die het concept van onvruchtbaarheid aansneed.
De serie was aanvankelijk gericht op een volwassen publiek. De eerste twee seizoenen werden gesponsord door het sigarettenmerk Winston, waardoor de personages uit The Flintstones onder andere gebruikt werden voor reclamefilmpjes voor dit sigarettenmerk.
De serie maakte gebruik van een lachband om grappige situaties aan te duiden, zoals gebruikelijk is bij veel live-action sitcoms.

## Rolverdeling
- Fred Flintstone - Alan Reed
- Wilma Flintstone - Jean Vander Pyl
- Pebbles Flintstone - Jean Vander Pyl (1963-1966)
- Barney Rubble/Dino - Mel Blanc
- Betty Rubble - Bea Benaderet (seizoenen 1-4/1960-1964)
- Betty Rubble - Gerry Johnson (seizoenen 5-6/1964-1966)
- Bamm-Bamm Rubble/Hoppy/Arnold - Don Messick (1963-1966)
- Mrs. Slate - Jean Vander Pyl en Bea Benaderet
- The Great Gazoo - Harvey Korman
- Mr. Slate - John Stephenson

## Nederlandse stemmen
- Fred Flintstone - Jan Anne Drenth
- Wilma Flintstone - Angelique de Boer
- Barney Rubble - Just Meijer
- Betty Rubble - Maria Lindes

## Hernieuwde versie
In 2011 werd bekend dat Seth MacFarlane een nieuwe versie van The Flintstones zal gaan maken voor FOX. Tevens zou hij de stem van Fred inspreken. De plannen werden echter opgedoekt.

## Spin-offs

### Striptijdschrift
- De Flintstones, verscheen maandelijks in de jaren '60 en '70 van de twintigste eeuw.

| - The Pebbles and Bamm-Bamm Show (1971-72) - The Flintstone Comedy Hour (1972-73) - Fred Flintstone and Friends (1977-78) - The New Fred and Barney Show (1979) - Fred and Barney Meet the Thing (1979) - Fred and Barney Meet the Shmoo (1979-80) - The Flintstone Comedy Show (1980-82) - The Flintstone Funnies (1982-84) - The Flintstone Kids (1986-88) - Dino: World Premiere Toons - Cave Kids: Pebbles & Bamm-Bamm (2000) - The Flintstones (2013) | - A Flintstone Christmas (1977) - The Flintstones: Little Big League (1978) - The Flintstones Meet Rockula and Frankenstone (1979) - The Flintstones' New Neighbors (1980) - The Flintstones: Fred's Final Fling (1980) - The Flintstones: Wind-Up Wilma (1981) - The Flintstones: Jogging Fever (1981) - The Flintstones' 25th Anniversary Celebration (1986) - The Flintstone Kids' "Just Say No" Special (1988) - A Yabba Dabba Doo Celebration: 50 years of Hanna-Barbera (1989) - A Flintstone Family Christmas (1993) |
| - The Jetsons Meet the Flintstones (1987) - I Yabba-Dabba Do! (1993) - Hollyrock-a-Bye Baby (1993) - A Flintstones Christmas Carol (1994) - The Flintstones: On the Rocks (2001) | - The Man Called Flintstone (1966, uitgebracht door Columbia Pictures) - the Flintstones (1994, live-action) - The Flintstones in Viva Rock Vegas (2000, live-action) |

## Prijzen
The Flintstones werd in 1961 genomineerd voor een Emmy Award in de categorie "Outstanding Program Achievement in the Field of Humor". Deze verloor de serie aan The Jack Benny Show.
In 2006 werd The Flintstones genomineerd voor een TV Land Awards in de categorie "Greatest TV Dance Craze: The Twitch".